# 고은 (서진)
고은(高隱, 생몰년 미상)은 중국 서진의 인물로 본관은 발해(勃海), 고경의 부친이며 강태공의 후손인 고혜의 33세손으로 전해진다. 또한 고은은 북제를 건국한 북제 문선제의 태조부이다.
생전 서진의 현수태수(玄菟太守)를 지냈으며 당시 그의 가문은 호족이였다고 하나 이후 북조의 관료직을 역임한 후손들처럼 영향력이 드러나지 않았으며 고은의 아들인 고경이 후연의 모용수조(朝)에 등용되기까지의 간격인 7~80년간 발해 고씨 출신 관료는 확인되지 않는다.
북제를 건국한 문선제는 고은의 잉손으로, 550년 북제를 건국하자 고은의 아들인 고경을 칠묘에 모셨으나 문선제에 있어 고은은 먼 조상이라 칠묘에 모시지 않았고 어떠한 존호도 올리지 않았다.

## 가족
- 부친: 고씨(高氏, 불명)
- 모친: 불명
- 동생: 고첨(高瞻), 자는 자전(子前)
- 아들: 사공공(司空公) 고경

## 후손
- 손자: 이부상서(吏部尙書) 고태
- 증손: 진주사군(秦州史君) 고호
  - 현손: 무정공(武貞公) 고밀
  - 내손: 문목제(文穆帝) 고수생
  - 곤손: 신무제(神武帝) 고환
  - 장(長)잉손: 문양제(文襄帝) 고징
  - 차(次)잉손: 문선제(文宣帝) 고양 - 북제 초대 황제.
- 증손: 고도(高韜)
- 현손: 고윤(高允)